# Forte Tagliata della Scala
Le Forte Tagliata della Scala est une forteresse militaire construite pour défendre la frontière italienne contre l'Empire austro-hongrois, situé sur le territoire de la commune de Cismon del Grappa, à proximité du hameau de Primolano.
Non loin se trouve le Fort Tagliata delle Fontanelle.

## Historique
Le Forte Tagliata della Scala, aujourd'hui propriété privée, est une forteresse militaire construite entre 1892 et 1904 à la croisée des chemins pour défendre la frontière italienne contre l'Empire austro-hongrois. Le val de la Brenta, près de la Valsugana, a vu, entre 1892 et 1904, se réaliser d'importants travaux de défense pour assurer le contrôle de ce territoire stratégique.
La forteresse, située sur la commune de Cismon del Grappa, au hameau de Primolano dans la province de Vicence, est l'un des bâtiments militaires italiens les plus extraordinaires et les plus impressionnants.
Le fort est composé principalement d'une casemate, dotée d’une couverture de l'épreuve des bombes, flanquée d’un poste d’artillerie extérieur.
L’ouvrage faisait partie du barrage Brenta-Cismon et a été construit peu après que Primolano a été annexée au royaume d'Italie. Le blason de Savoie, encore visible sur le portail d'entrée, en constitue un signe éloquent. Ce barrage italien du XIXe siècle a été construit sur la frontière pour contrôler l'artère principale entre Valsugana, Feltre et Primiero. Le fort se caractérise par la longue galerie couverte (caponnière) qui barre la route sur une longue distance et qui se raccorde au Forte Tagliata della Fontanella.
Depuis novembre 1916, l'ensemble du fort a été gravement endommagé lors de la déroute de Caporetto et de la retraite sur la Grappa. Les deux forts ont été abandonnés par la garnison italienne dans la journée du 12 novembre 1917 et le 13 novembre ils étaient occupés par les Autrichiens de la 1re Brigade de Montagne. Avant de quitter la Forte Tagliata della Scala, ils ont fait sauter les dépôts de munitions, provoquant deux énormes brèches encore visibles dans les murs imposants. Contrairement à d'autres constructions militaires de l'époque, les structures complexes Scala-Fontanella ont largement survécu et demeurent un témoignage historique extraordinaire et font le charme de la région.

## Caractéristiques

### Armement
- 8 canons de 120 mm
- 2 canons de 75 mm
- 2 mitrailleuses lourdes

## Voies d'accès
Le fort est situé sur les hauteurs de Primolano sur la Strada Statale del Grappa e del Passo Rolle (Route de Belluno)